# Camille Sandorfy
Camille Sandorfy (Budapest, 9 dicembre 1920 – Parigi, 6 giugno 2006) è stato un chimico ungherese, specializzato in chimica quantistica.

## Biografia
Laureato in scienze nel 1943, conseguì il dottorato in chimica nel 1946 presso l'Università di Seghedino; nel 1949 ottenne un secondo dottorato presso la Sorbona.
Nel 1956, in seguito alla rivoluzione ungherese emigrò in Canada per lavorare al National Research Council of Canada. Lavorò presso l'Université de Montréal inizialmente come assistente fino a diventare di ruolo nel 1959.
Fu membro della International Academy of Quantum Molecular Science.
Raggiunta la pensione nel 1987, non interruppe i suoi studi, continuando, dal 1988, a collaborare con l'Università di Montreal in qualità di Professore Emerito e partecipando a congressi in tutto il mondo.
Nell'ultima parte della sua vita alternò come residenza Parigi e Montréal.

## Studi
È molto noto per i suoi lavori sulla spettroscopia e sulla chimica teorica. Fu un pioniere nel calcolo dell'orbitale molecolare degli idrocarburi saturi e degli stati eccitati delle molecole aromatiche.
Effettuò studi approfonditi sia sulla spettroscopia vibrazionale che elettronica, investigando in particolare gli effetti del legame idrogeno sulla non-armonicità delle vibrazioni.

## Premi e onorificenze
- nel 1982 vinse il Prix Marie-Victorin
- è stato membro dell'Accademia ungherese delle scienze
- fu ufficiale dell'Ordine del Canada e cavaliere del National Order of Quebec
- è stato candidato al Premio Nobel